# Copa Panamericana Bajo Techo de Hockey masculino de 2002
La I Copa Panamericana Bajo Techo de Hockey Masculino de 2002 se celebró en Rockville, Estados Unidos entre el 14 y el 17 de agosto de 2002. 
El campeón y el subcampeón clasificaron al Campeonato Mundial de Hockey Bajo Techo de 2003 a celebrarse en Alemania.

## Grupo Único
| Equipo            | J | G | E | P | GF | GC | DG  | PTS |
| ----------------- | - | - | - | - | -- | -- | --- | --- |
| Canadá            | 6 | 6 | 0 | 0 | 54 | 7  | +47 | 18  |
| Estados Unidos    | 6 | 5 | 0 | 1 | 37 | 16 | +21 | 15  |
| Trinidad y Tobago | 6 | 4 | 0 | 2 | 33 | 25 | +8  | 12  |
| México            | 6 | 3 | 0 | 3 | 22 | 33 | -11 | 9   |
| Brasil            | 6 | 2 | 0 | 4 | 15 | 29 | -14 | 6   |
| Venezuela         | 6 | 1 | 0 | 5 | 14 | 41 | -27 | 3   |
| Puerto Rico       | 6 | 0 | 0 | 6 | 8  | 32 | -24 | 0   |

- Resultados

| Fecha | Hora¹ | Partido           | Partido | Partido           | Resultado |
| ----- | ----- | ----------------- | ------- | ----------------- | --------- |
| 14.04 | 15:00 | Trinidad y Tobago | -       | Canadá            | 4-10      |
| 14.04 | 16:00 | Puerto Rico       | -       | México            | 4-5       |
| 14.04 | 18:00 | Brasil            | -       | Venezuela         | 5-3       |
| 15.04 | 08:30 | Canadá            | -       | Puerto Rico       | 8-0       |
| 15.04 | 9:30  | Estados Unidos    | -       | Trinidad y Tobago | 7-5       |
| 15.04 | 10:30 | México            | -       | Brasil            | 5-3       |
| 15.04 | 13:00 | Venezuela         | -       | Trinidad y Tobago | 2-10      |
| 15.04 | 14:00 | Puerto Rico       | -       | Estados Unidos    | 0-8       |
| 15.04 | 15:00 | Canadá            | -       | Brasil            | 12-1      |
| 15.04 | 17:00 | Venezuela         | -       | México            | 4-6       |
| 16.04 | 08:30 | Trinidad y Tobago | -       | Puerto Rico       | 6-1       |
| 16.04 | 09:30 | Estados Unidos    | -       | Venezuela         | 7-2       |
| 16.04 | 10:30 | Canadá            | -       | México            | 8-1       |
| 16.04 | 18:30 | Brasil            | -       | Trinidad y Tobago | 2-3       |
| 16.04 | 19:30 | México            | -       | Estados Unidos    | 2-9       |
| 16.04 | 20:30 | Canadá            | -       | Venezuela         | 11-0      |
| 16.04 | 21:30 | Puerto Rico       | -       | Brasil            | 1-2       |
| 17.04 | 10:00 | Estados Unidos    | -       | Canadá            | 1-5       |
| 17.04 | 11:00 | Trinidad y Tobago | -       | México            | 5-3       |
| 17.04 | 12:00 | Venezuela         | -       | Puerto Rico       | 3-2       |
| 17.04 | 14:00 | Estados Unidos    | -       | Brasil            | 5-2       |

| Campeón de la Copa Panamericana Bajo Techo de Hockey 2002 |
| --------------------------------------------------------- |
| Canadá Primer Título                                      |

### Clasificación general
1. Canadá
2. Estados Unidos
3. Trinidad y Tobago
4. México
5. Brasil
6. Venezuela
7. Puerto Rico

## Clasificados al Mundial 2002
| Bandera de Canadá | Bandera de Estados Unidos |
| Canadá            | Estados Unidos            |
| ----------------- | ------------------------- |